# Собственность дьявола
«Собственность дьявола» (англ. The Devil’s Own) — последний кинофильм режиссёра Алана Пакулы.
Сюжет построен вокруг члена Временной Ирландской республиканской армии, который приехал в Нью-Йорк для покупки и транспортировки в Ирландию зенитно-ракетных комплексов, и полицейского, у которого тот поселился (под прикрытием) на время операции.

## Описание сюжета
Северная Ирландия, 1972 год. Боевики-лоялисты убивают местного жителя на глазах у его семьи и 8-летнего сына Фрэнки. Спустя 20 лет Фрэнки Макгуайр (Брэд Питт) возглавляет военное подразделение ИРА, на его счету множество жизней британских военнослужащих и ольстерских протестантов. Британцы под руководством агента Слоана устраивают засаду на Макгуайра, но его предупреждает местный мальчишка. Боевики ВГИРА завязывают ожесточённую перестрелку с агентами и подоспевшими на помощь британскими солдатами. Раненый товарищ Макгуайра Десмонд прикрывает отход боевиков. Заметив британский вертолёт, кружащий над местом боя, Фрэнки решает закупить ракетные комплексы («стингеры») и с этой целью отправляется в Нью-Йорк. Он находит приют в семье ирландца Тома О’Мира, работающего в полиции. Макгуайр договаривается о поставке «стингеров» с торговцем Билли Берком, агент Слоан выслеживает и убивает курьера Макгуайра. Недовольный задержкой с оплатой, Берк посылает боевиков, чтобы те обыскали жилище Фрэнки. О’Мира понимает каково истинное лицо его гостя. Начальство требует от него оказать помощь Слоану, но Том отвечает что британец не арестует а просто убьёт ирландца. О’Мира арестовывает Фрэнка, но ирландец сбегает, пристрелив напарника О’Миры. Берк захватывает товарища Макгуайра и требует денег за «стингеры». Макгуайр, не успев забрать деньги из машины О’Миры, отправляется на встречу с Берком. Берк показывает Макгуайру «стингеры» и, насмехаясь над Макгуайром, бросает ему под ноги сумку с головой его товарища. Подручный Берка открывает сумку Макгуайра с «деньгами», происходит взрыв, воспользовавшись замешательством, ирландец расстреливает Берка и его боевиков. Тем временем, О’Мира выбивает информацию у связной Фрэнки и отправляется на пристань, откуда Макгуайр собирается отплывать на судне с грузом «стингеров». О’Мира побеждает Макгуайра и ведёт судно с тяжелораненым Фрэнки обратно в порт

## Создатели фильма

### В ролях
- Харрисон Форд — Том О’Мира
- Брэд Питт — Рори Дивейни/Фрэнсис «Фрэнки» Макгуайр
- Наташа Макэлхон — Меган Доэрти
- Джулия Стайлз — Бриджет О’Мира
- Келли Сингер — Энни О’Мира
- Маргарет Колин — Шейла О’Мира
- Рубен Блейдс — Эдвин Диас
- Трит Уильямс — торговец оружием Билли Берк

### Съёмочная группа
- Режиссёр: Алан Пакула
- Сценаристы: Дэвид Аарон Коэн, Винсент Патрик, Кевин Жарр
- Продюсеры: Роберт Коулсберри, Лоуренс Гордон
- Композитор: Джеймс Хорнер
- Оператор: Гордон Уиллис
- Монтаж: Том Ролф, Деннис Вилклер